# 아주마니구

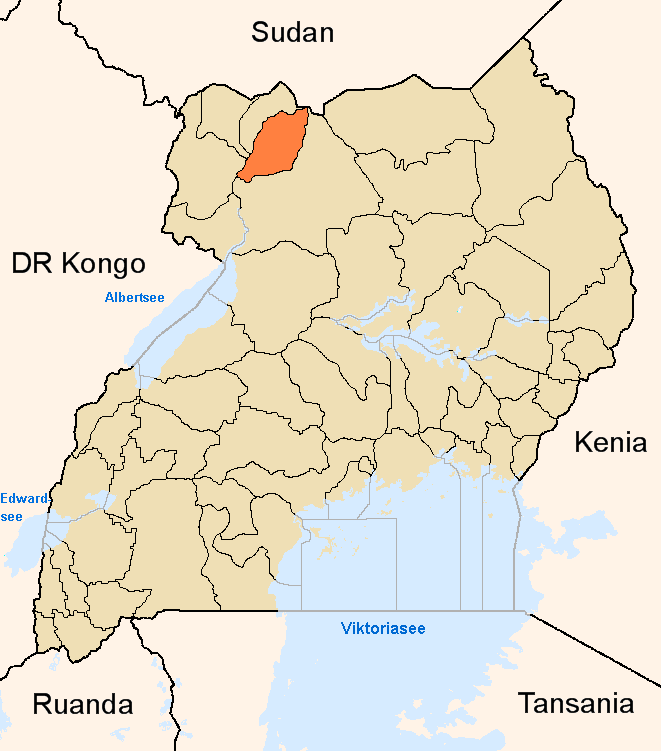
아주마니 구의 위치

아주마니구(Adjumani)는 우간다 북서부에 위치한 구로, 행정 중심지는 아주마니이며 면적은 3,128km2, 인구는 201,493명(2002년 인구 조사 기준)이다.
행정 구역상으로는 북부 주에 속하며 1개 군(동모요 군)을 관할한다. 남서쪽으로는 아루아 구와 윰베 구, 남동쪽으로는 아무루 구, 북쪽으로는 남수단 중앙에콰토리아 주와 접한다.

## 같이 보기
- 모요구
- 우간다의 행정 구역